# Microcerella boettcherimima
Microcerella boettcherimima är en tvåvingeart som beskrevs av Thomas Pape 1990. Microcerella boettcherimima ingår i släktet Microcerella och familjen köttflugor. Inga underarter finns listade i Catalogue of Life.